# Melinda indica
Melinda indica är en tvåvingeart som beskrevs av Hiromu Kurahashi 1970. Melinda indica ingår i släktet Melinda och familjen spyflugor. Inga underarter finns listade i Catalogue of Life.